# Penny Healey
Penny Healey (7 de marzo de 2005) es una deportista británica que compite en tiro con arco, en la modalidad de arco recurvo. En los Juegos Europeos de Cracovia 2023 consiguió dos medallas de oro (individual y por equipo).

## Palmarés internacional
| Juegos Europeos | Juegos Europeos    | Juegos Europeos | Juegos Europeos |
| Año             | Lugar              | Medalla         | Prueba          |
| --------------- | ------------------ | --------------- | --------------- |
| 2023            | Cracovia (Polonia) | Medalla de oro  | Individual      |
| 2023            | Cracovia (Polonia) | Medalla de oro  | Equipo          |